# Кастильон-Фьорентино
Кастильон-Фьорентино (итал. Castiglion Fiorentino) — коммуна в Италии, располагается в области Тоскана, в провинции Ареццо.
Население составляет 13 072 человека (2008 г.), плотность населения составляет 115 чел./км². Занимает площадь 113 км². Почтовый индекс — 52043. Телефонный код — 0575.
Покровителем коммуны почитается святой архангел Михаил, празднование 8 мая.

## Демография
Динамика населения:

## Администрация коммуны
- Официальный сайт: http://www.comune.castiglionfiorentino.ar.it/ Архивная копия от 31 марта 2010 на Wayback Machine